# Daniel Béresniak
Pour les articles homonymes, voir Béresniak.
Daniel Beresniak, né le 7 février 1933 à Paris et mort dans la même ville le 27 avril 2005,, est un écrivain et philosophe français, connu aussi bien pour ses contributions sur l'histoire des idées, des religions et des comportements, que pour son œuvre sur la franc-maçonnerie qui en constitue une des principales références.
Fidèle à ses idées humanistes, il a toujours rejeté les honneurs et les responsabilités institutionnelles, y compris au sein de la franc-maçonnerie dont il constitue pourtant un des essayistes les plus prolifiques.

## Biographie

### Enfance
Daniel Béresniak nait le 7 février 1933 à Paris d'une famille de juifs originaires de Galicie qui émigrèrent vers la France, comme de nombreuses familles d'intellectuels juifs. Daniel Béresniak est apparenté à René Goscinny.
Le grand père de Daniel, Abraham Lazare Béresniak, s'établit avec sa famille dans la capitale française et créa en 1912 l'imprimerie Béresniak, 12 rue Lagrange, dans le 5e arrondissement de Paris. Abraham Béresniak, marié à Freiga Garbel, avait fait ses études en Allemagne du fait du numerus clausus alors appliqué dans la Russie tsariste pour limiter le nombre d'étudiants juifs, et rédigea le premier et seul dictionnaire existant Hébreu-yiddish, qui fut publié en France en 1939.
Abraham eut neuf enfants, Léon, Anna, Maurice, Boris, Olga, Cécile, Volodi, Sonia et Serge, père de Daniel Béresniak qui naquit en 1903 à Khodorow. Daniel Béresniak avait une affection toute particulière pour son oncle Léon, l'ainé, qui travaillait aux côtés de Serge et de ses frères dans l'imprimerie familiale, et qui fut le gérant de l'affaire à partir du moment où le patriarche Abraham décida de la laisser aux mains de ses enfants. Les Béresniak constituaient une famille juive non-pratiquante bien que cultivant la langue hébraïque et l'éducation aschkénaze par l'étude des lettres et de la musique. L'imprimerie Béresniak s'était spécialisée dans l'impression de livres en différentes langues grâce à la constitution d'un fonds important de nombreux caractères de typographie en plomb (dont les alphabets yiddisch, hébraïques, cyrilliques, polonais, etc.) et la présence d'ouvriers typographes extrêmement qualifiés capables de corriger à la fois le style, le contenu des textes et leurs présentations, ce qui distinguait cette imprimerie parmi les autres dans la France de l´entre-deux-guerres. Grâce aux soins apportés aux livres publiés, à la qualité des auteurs et des éditeurs clients, l'imprimerie Béresniak atteignit une certaine notoriété.
C'est ainsi que durant les années trente l'imprimerie employait une centaine de personnes de diverses nationalités et convictions et était l'un des centres de rencontre des émigrés russes à Paris. La règle fondamentale était la convivialité et l'amour des textes, ce qui faisait de l'imprimerie un modèle de sociabilité ouverte et tolérante. Le déchainement de la Seconde Guerre mondiale et l'invasion de la France par la Wehrmacht allait avoir de tragiques conséquences pour la famille Béresniak.
Si certains des membres de la famille ont choisi de partir à l'étranger à temps (Anna émigra en Argentine et Boris aux États-Unis), l'imprimerie permit d'imprimer de faux papiers pour le reste de la famille et son entourage, ce qui permit de gagner la province pour s'y cacher. Toutefois, Léon, Volodia et Maurice furent victimes de la première rafle de juifs en France. Léon Béresniak fut arrêté et, après un passage par deux camps d'internement français, fut déporté à Auschwitz en septembre 1942 où il mourut. Ses deux frères Volodia (Wolf) né le 15 juin 1904 à Chodorkow et Maurice, né le 3 janvier 1889 à Broussilow, déportés par le Convoi No. 1, en date du 27 mars 1943, de Drancy/Compiegne, vers Auschwitz, connurent la même fin tragique. Le grand-père Abraham, malade et brisé par les événements, mourut à la fin de cette terrible année 1942.
Le petit garçon qu'était alors Daniel Béresniak vécut caché chez des paysans loin de ses parents où il aurait reçu de mauvais traitements. Sa mère, Georgette Tatry, danseuse classique, mourut dans la région de Genève sous les tortures que lui infligea la Gestapo pour avoir favorisé le passage de Juifs vers la Suisse.
En 1944, les lois anti-juives du régime de Vichy imposèrent la liquidation du stock de l'imprimerie, dont le stock de précieux caractères typographiques, dans le cadre de l'aryanisation des biens juifs. Le mari de la tante Anna émigré en Argentine, Stanislaw Goscinny, un juif polonais organisa un réseau pour accueillir et protéger les Juifs qui fuyaient l'Europe. L´un des enfants d´Anna et de Stanislaw, René Goscinny, cousin germain de Daniel Béresniak, deviendra plus tard l'auteur mondialement connu des aventures d'Astérix, dans lesquelles on peut déceler par son goût des jeux de mots l´empreinte ironique de l'humour aschkénaze. Le nom de ses personnages Astérix et Obélix sont d'ailleurs dérivés d'expressions typographiques qui étaient couramment utilisées au sein de l'imprimerie familiale (Astérisque et Obèle).

### Une formation essentiellement autodidacte
La fin du Régime de Vichy en 1945 permit la restitution des biens du fonds de l'imprimerie Béresniak et les membres survivants de la famille confièrent à Serge Béresniak la mission de faire renaître l´imprimerie qui s'installera au 18-20 Rue du Faubourg-du-Temple à Paris, dans les vastes locaux situés sur les lieux de l'ancien cirque équestre de l'écuyer anglais Philip Astley.
Daniel Béresniak acquit une culture encyclopédique essentiellement autodidacte car il ne supportait pas   d’être jugé ni de juger, ce qui le rendait réfractaire aux études académiques classiques. Il suivra en candidat libre à la Sorbonne les cours du philosophe Vladimir Jankélévitch, dont les histoires familiales respectives se rejoignent, et avec qui il établira une relation intellectuelle complice. Il rejoignit ensuite l´École des Langues Orientales de Paris (aujourd’hui Institut national des langues et civilisations orientales), où il étudiera l’araméen et l’hébreu ancien, et qui sera l’unique organisme académique où Daniel Béresniak désira s'inscrire.
Passionné par les lettres et les langues, Daniel Béresniak, en plus du français, cultiva l'hébreu ancien et moderne, l’anglais, l’allemand, l’italien et l’espagnol. Après avoir été initié au sein de la franc-maçonnerie, il fit son service militaire à Dijon comme sursitaire du fait de ses études de langues, où lui furent confiées des traductions techniques. Son absence de respect des principes hiérarchiques lui valurent de passer beaucoup de temps enfermé aux arrêts où il en profita pour lire et se cultiver.
Rencontrée au cours d'une permission, il épousera en 1959 Claudine Chicheportiche, appartenant à une famille de juifs rentrés en France au début de la guerre d'Algérie. Ils auront deux enfants Georgina et Ariel Béresniak. Ariel Béresniak sera l'auteur de plusieurs ouvrages scientifiques de références dans le domaine de la santé publique et de l'Économie de la santé, et collaborera avec son père en 1992 pour traduire en langue française le livre Medicine in the Mishneh Torah of Maimonides (La médecine tirée du Mischneh Torah de Maïmonide) de Fred Rosner, publié en 1984 à New York.

### L'Imprimerie Béresniak rue du Faubourg-du-Temple
Dans les années 1960, Daniel Béresniak travailla avec son père Serge au sein de l'imprimerie Béresniak qui redevint prospère grâce à sa capacité d'imprimer en plusieurs langues et son activité éditoriale sous le nom de Paris Standing. C´est ainsi que l'imprimerie Béresniak publiera en 1973 l'édition originale en russe de L'Archipel du Goulag, du dissident russe Alexandre Soljenitsyne qui avait réussi à faire sortir son manuscrit de façon clandestine d'URSS. Serge Béresniak fera imprimer cet ouvrage à l'insu de ses ouvriers appartenant au Syndicat général du livre et de la communication écrite CGT, lié au parti communiste français (PCF) en le faisant passer pour un ouvrage technique, car ceux-ci auraient pu en bloquer la publication du fait des relations particulières entre le PCF et l'URSS[réf. souhaitée] dans les années 1970.
Malgré sa réputation, l'avènement du nouveau procédé d'impression offset, rendant obsolètes les nombreuses linotypes de l'imprimerie réalisant les lignes de caractères au plomb, et les exigences du Syndicat général du livre et de la communication écrite CGT imposant un nombre minimum d'ouvriers plus important que ce qu'exige une machine d'imprimerie moderne, entraina le déclin de l´affaire et la fermeture définitive de l'imprimerie en 1976. Serge Béresniak collaborera ensuite à quelques revues en russe puis mourut en 1997.

### Les éditions du Prisme
À la suite de la fermeture de l´imprimerie, Daniel Béresniak créera les Éditions du Prisme, le cercle ABI (Les Amis de la Bibliothèque Initiatique) et la Revue Cercle, qui acquit immédiatement une excellente réputation dans les milieux maçonniques. Il publiera une collection de livres maçonniques en édition de luxe puis en 1975 le Dictionnaire universel de la franc-maçonnerie, en coédition avec les Éditions de Navarre dirigé par son ami Marian Berlewi, et en tant que concepteur-réalisateur. Marian Berlewi mourra peu après la sortie du dictionnaire et les nouveaux dirigeants des Éditions de Navarre décideront alors de commercialiser de fait l'ouvrage sous leur propre label, sans autorisation de Daniel Béresniak. L'ouvrage est ainsi paru peu après sans la mention de Daniel Béresniak concepteur et réalisateur, et sans la mention des Éditions du Prisme pourtant co-éditrice. Daniel Béresniak tenta de faire valoir ses droits mais n'eut pas les ressources suffisantes pour poursuivre en justice. Cet ouvrage est devenu un ouvrage de référence publié aujourd'hui aux Presses universitaires de France sous le nom de Daniel Ligou présenté comme seul auteur sur la couverture. C'est la raison pour laquelle cet ouvrage était surnommé le Béresniak à sa sortie, puis le Ligou ensuite. Les ennuis d´argent provoqués par cette affaire du Dictionnaire le poursuivront toute sa vie, et le poussèrent à abandonner l'édition et à devenir écrivain.[Interprétation personnelle ?]

### Daniel Béresniak écrivain
Les premiers ouvrages de Daniel Béresniak en son nom propre sont consacrés à la franc-maçonnerie comme Le cabinet de réflexion (1976), La légende d'Hiram et les initiations traditionnelles (1976), L'Apprentissage maçonnique : une école de l'éveil (1982) et l'histoire de la philosophie Les premiers Medicis et l'Académie Platonicienne de Florence (1987). Il aborde ensuite des thèmes plus diversifiés comme L'ABC des couleurs, leurs incidences dans votre vie quotidienne (1987), qui est paru dans des éditions grand public en plusieurs langues.
La montée des intégrismes dans les années 1980 lui suggérera de publier Fascisme, intégrisme, les cavaliers noirs de l'ésotérisme (1988) et La Laïcité (1990). Poursuivant son œuvre sur les thèmes maçonniques La Parole perdue et l'art royal (1990), Demain la franc-maçonnerie (1990) dédié à son fils Ariel, il abordera la psychanalyse avec Comprendre la Psychanalyse (1990) publié en plusieurs langues, et La Thérapie en question (1992), d'autres œuvres de philosophie comme Karl Marx, Promesses et menaces d'une étincelle (1992), et l'histoire des religions avec La Kabbale vivante (1995), Le mythe du péché originel (1997), Le silence (2000), Secrets, pourquoi on parle, pourquoi on se tait (2004), Laïcité, pourquoi ? (2005).
Daniel Béresniak meurt soudainement d'un accident vasculaire cérébral le 26 avril 2005 au cours d'un repas entre amis.